# Cóbano
Cóbano es el décimo distrito del cantón de Puntarenas, en la provincia de Puntarenas, de Costa Rica.
Es uno de los ocho Concejos Municipales de Distrito existentes en Costa Rica. 

## Toponimia
De acuerdo con don Mario Steller Campos (D.E.P.), este nombre proviene del término caobo, porque esta zona es el lugar donde hubo más madera de caoba. También se dice que hubo un árbol de cedro caobo tan inmensamente grande que estaba situado a 2 km (kilómetros) al oeste de donde hoy está el centro de Cóbano, y que la gente lo utilizaba como punto de referencia.

## Historia
En tiempos coloniales, Cóbano junto con la totalidad de la península de Nicoya le pertenecía administrativamente al Partido de Nicoya (actual Guanacaste), fue a principios del siglo XX que el presidente Alfredo González Flores firma un decreto que traspasa la administración de Cóbano junto con Paquera y Lepanto a la provincia de Puntarenas. Esto se debió dado que para ese momento era más rápido llegar a Paquera por mar en barcos procedentes de Puntarenas, que por las rutas terrestres existentes hacia Nicoya. En la actualidad existe cierto impulso político en Guanacaste para reincorporar administrativamente a toda la Península de Nicoya a la provincia de Guanacaste, aduciendo que la Carretera Interamericana permite una rápida comunicación terrestre.
El distrito Cóbano (11.º) de la provincia de Puntarenas fue creado por el Decreto Ejecutivo 1897-G de 4 de agosto de 1971, segregado de Paquera. en la Administración de don José Figueres Ferrer.
Cóbano fue un distrito agrícola desde tiempos de la colonia, pero se fue desarrollando más por la prestación de servicios y la construcción del muelle en Tambor en 1958.
Por su posición geográfica, Cóbano no tenía comunicación con el resto de la península de Nicoya, por lo cual la relación comercial más fácil era con Puntarenas vía marítima. Al principio el transporte a Puntarenas se hacía en bongos o botes de vela con remos construidos de troncos de árbol de espavel. En ellos se transportaba la gente, junto a cerdos, gallinas, frutas y granos. También remolcaban madera en balsa y una lancha plana para ganado con capacidad para 30 o 40 reses. El ganado llegaba a Chacarita y de ahí lo llevaban al ferrocarril en Barranca por la Calle del Arreo; el aserradero para la madera quedaba frente al estero de Puntarenas.
Montezuma, Mal País y Manzanillo fueron importantes puertas de entrada o embarcaderos donde se establecieron los comerciantes de productos de la zona.
Don Daniel Quintanilla Chavarría (D.E.P.) de Montezuma, narró que en dicho lugar había tres bodegas para almacenar productos agrícolas, cada una con una capacidad de almacenar hasta 3600 sacos de yute. Además cuenta que había tantas carretas para los días de bueyadas que era imposible contarlas, todas cargadas de granos, cerdos, gallinas, quesos, huevos, frutas, aguacates, etc.
Desde este sitio también se transportaba los productos de la zona hasta Puntarenas. Se viajaba en bongos o botes y posteriormente aparecieron las lanchas con motor que duraban cinco horas en el trayecto.
Más adelante, otro sitio de interés como Tambor, perdió su importancia cuando en 1976 se abrió el camino entre Paquera y Cóbano.
En los años sesenta algunos "cartagos" (personas procedentes del Valle Central, especialmente de la provincia de Cartago) y comerciantes empezaron a adquirir las tierras bajas y altas e introdujeron el ganado cebú y el pasto jaragua. Por esta época se abrió el mercado internacional de carne vacuna y el Sistema Bancario Nacional empezó a favorecer créditos para ganado. Los sistemas de producción comenzaron a cambiar de agrícolas a ganaderos y esto aumentó la deforestación y las quemas para la limpieza y rebrote de los pastos, principalmente en las tierras altas; los animales del bosque se fueron exterminando.
Por la explotación de la ganadería muchas gentes tuvieron que emigrar a otras zonas del país y muchos de los que se quedaron se dedicaron a actividades productivas marginales en las partes bajas, tales como la pesca artesanal, servicios, etcétera. 
A partir de 1965 se establece el servicio de ferry a Playa Naranjo y se inicia el proceso de construcción de caminos que trae grandes cambios en el área porque permite la comunicación de los principales pueblos costeros peninsulares.
Con la llegada del Ferry Nicoyano y luego del Ferry Salinero I y II desaparecen los bongos a vela y las lanchas de motor.
Como Paquera formaba un solo distrito con Cóbano la Asociación de Desarrollo de Paquera logró la concesión de la ruta para usar lanchas.
En los últimos años ha habido una nueva ola migratoria que comienza a repercutir en los pobladores y a cambiarle la cara a Cóbano: inversionistas han comprado las mejores playas y tierra para el desarrollo de proyectos a gran escala, desplazando nuevamente a los habitantes a otras actividades y áreas del país.
Con el auge del turismo y la llegada de inversiones millonarias se autoriza a una empresa extranjera el funcionamiento de otro ferry entre Puntarenas y Paquera. Este operaba a la par de otro servicio de cabotaje que brindaba desde hacía más de treinta años la Asociación de Desarrollo Integral de Paquera (ADIP) y del servicio de ferry hasta Playa Naranjo que brinda desde hace treinta y seis años Coonatramar R.L. Hoy en día la línea del servicio de cabotaje fue adjudicada a Naviera Tambor, que cuenta con dos grandes transbordadores equipados con aire acondicionado y que cada uno puede transportar más de 160 vehículos.
La ADIP y Coonatramar R.L. fundaron un consorcio (Transportes Marítimos de Paquera R.L.) para prestar el servicio de cabotaje y transbordador en esta ruta con el objetivo de que los beneficios de este servicio favorezcan más a las comunidades y no solamente a una empresa extranjera. Hoy solamente Coonatramar R.L. y Naviera Tambor están operando.
Actualmente el distrito cuenta con caminos asfaltados en sus rutas principales, y algunas carreteras de lastre en buen estado en las rutas rurales del distrito.

## Ubicación
Junto con Lepanto y Paquera, constituye uno de los tres distritos peninsulares de Puntarenas, se localiza en el extremo sur de la Península de Nicoya. 
Su cabecera y caserío más poblado es Cóbano la cual se encuentra a 134 km de Nicoya y a 226 km de Puntarenas (vía terrestre), y está conectada con la provincia de Guanacaste a través de la ruta 160.

## Geografía
Cóbano cuenta con un área de 319,27 km² y una altitud media de 158 m s. n. m.

### Playas

#### Mal País
Mal País, ubicada a unos 150 km de San José, en la punta suroeste de la Península de Nicoya en la provincia de Puntarenas, a unos 4 km (kilómetros) de la Reserva Absoluta Cabo Blanco. Se extiende a unos 6 km de este a oeste y ofrece olas consistentes, buen oleaje y grandes rompimientos, por lo que es destino preferido de los surfistas. La playa rocosa con extensiones de arena y está cubierta con conchas marinas, además hay pequeñas bahías aisladas a lo largo de la playa y algunos arrecifes. Se caracteriza por una exuberante vegetación que se extiende a lo largo de la costa. Además del surf, se pueden practicar deportes acuáticos como tours de pesca deportiva, buceo scuba, surfing de cometa y snorkel. Cuenta también con actividades terrestres como cabalgatas, tours de canopy, montañismo y caminatas por senderos. Malpaís también es hogar de un gran número de aves costeras y migratorias. En cuanto a vida nocturna, hay numerosos bares y fiestas que se llevan a cabo frecuentemente. La zona cuenta con variados alojamientos y restaurantes a lo largo de toda la costa.

#### Manzanillo y Santa Teresa
Ubicada al sur de Cóbano, provincia de Puntarenas, a 12 km (kilómetros) al este, un tramo de la carretera frente al mar está justo frente a Playa Santa Teresa. Se pueden encontrar restaurantes internacionales, supermercados, además de ser un sitio donde se puede surfear, caminar por la playa, montar a caballo, con excursiones para jóvenes y mayores. Cóbano tiene gasolinera, supermercado y cajero automático.

#### Montezuma
Montezuma está ubicada en la parte sur de la península, lo que le da fácil acceso al parque nacional Cabo Blanco, la Isla Tortuga y la Reserva de Vida Salvaje Curú. Las playas de Montezuma son tranquilas y limpias, y se encuentran separadas por rocas aflorando, aunque la marea es algo más fuerte y es más difícil practicar el surfing. Se puede practicar snorkeling en los arrecifes, boggie en tabla y cabalgatas, además de la visita a la catarata Montezuma, de unos 50 pies de altura. La zona cuenta con hoteles y alojamientos y una muy buena cocina y restaurantes, bares y discotecas.

#### Tambor

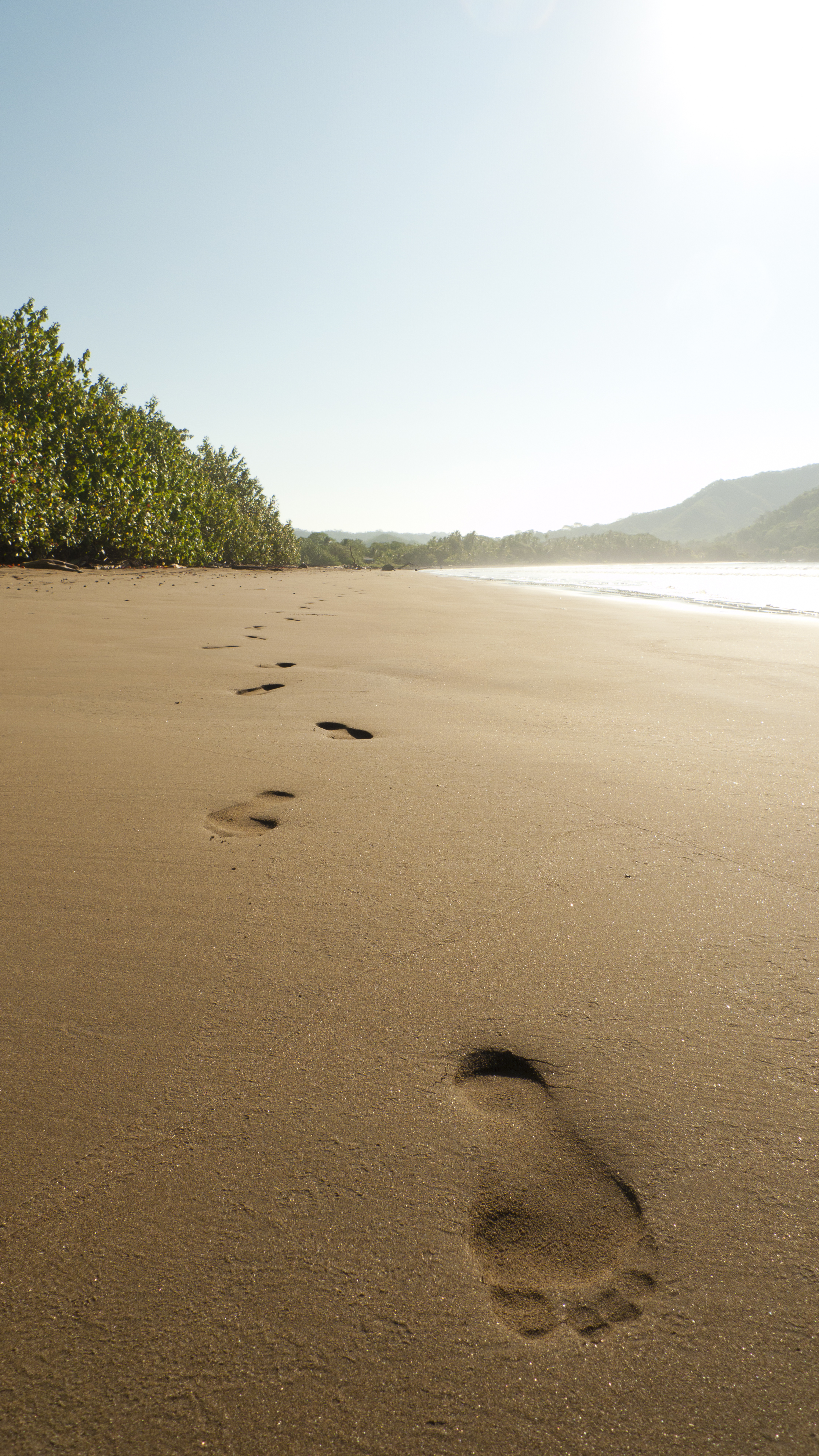
Playa Tambor.

Playa Tambor tiene una encantadora y larga playa de arena blanca, ideal para nadar. Está situada dentro de verdes lomas, y es un lugar tranquilo y bien desarrollado que cuenta con el único aeropuerto local en la región sur de la península de Nicoya. Tambor fue escogido como locación para el hit de la serie de televisión Temptation Island 2 y es un destino turístico con suficientes hoteles y resorts diseminados por toda el área (Resort Playa Tambor Barceló, Los Delfines Golf y Country Club).  Hay muchas actividades que pueden disfrutar como caminatas, cabalgatas y varios deportes acuáticos, jugar al golf o realizar pesca deportiva en mar profundo.
La mayor atracción, sin embargo, es que todos los años migran las ballenas del norte a las aguas tibias de Bahía Ballena para aparearse y dar a luz dentro del abundante hábitat marino que se encuentra aquí. También desde Tambor se puede visitar la Isla Tortuga o el Refugio de Vida Silvestre Curú. Se puede acceder por vía aérea directamente, por un ferry exclusivo que lleva a Tambor, o por el ferry de Puntarenas que desembarca en Paquera y luego en automóvil hasta Tambor.

## Clima
El clima en el distrito de Cóbano es tropical, entre seco y húmedo y en buena medida está determinado por la llegada de los vientos alisios de direcciones noroeste, provenientes del océano Atlántico y de los vientos oeste–ecuatoriales del océano Pacífico. Desde finales del mes de octubre hasta principios del mes de mayo es la estación seca o verano (sequía), cuando soplan vientos alisios que impiden la entrada de la humedad del Pacífico.
La temperatura promedio anual del distrito es de 27 °C (grados Celsius) en las áreas con altitudes menores a 150 m s. n. m. (metros sobre el nivel del mar). Las temperaturas más altas se dan en los meses de marzo y abril, con promedios de 28,5 °C, y las más bajas en septiembre y octubre.
Más o menos cada 5 a 6 años se produce una escasez o déficit de humedad en el suelo durante unos diez meses, desde finales de junio hasta mayo del año siguiente. Esto ocurre cuando se presenta el fenómeno llamado “La Corriente del Niño”.

## Demografía
Para el año 2022, Cóbano cuenta con una población estimada de 9736 habitantes, y para el último censo efectuado, en 2011, Cóbano contaba con una población de 7494 habitantes.
Es el más pequeño de los 3 distritos puntarenenses de la península de Nicoya, precedido en población por Lepanto.

## Localidades
- Poblados: Arío, Bajos de Arío, Bajos de Fernández, Bello Horizonte, Betel, Cabuya, Canaán, Cañada, Caño Seco Abajo, Caño Seco Arriba, Caño Seco Enmedio, Carmen, Cedro, Cedros, Cerital, Cerro Buenavista, Cóbano (ciudad), Cocal, Cocalito, Delicias, Florida, La Abuela, La Menchita, La Tranquilidad, Los Mangos, Malpaís, Manzanillo, Montezuma, Muelle, Pachanga, Pavón, Pénjamo, Piedra Amarilla, Pita, Playa Carmen, Río Enmedio, Río Frío, Río Negro, San Antonio, San Isidro, San Jorge, San Martín, San Pedro, San Ramón, Santa Clemencia, Santa Fe, Santa Teresa, Santiago, Tacotales, Tambor, Villalta.

## Economía
Actualmente, Cóbano es un distrito en el cual la agricultura casi ha desaparecido, la ganadería que se desarrolla no es lo intensa que se podría observar y la actividad forestal se encuentra a un nivel bajo.
La actividad económica más importante gira en torno al turismo y son las zonas costeras, las que por sus playas atraen a gran cantidad de turistas de aventura y las zonas protegidas al turismo ecológico y científico.
Tambor, Montezuma, Mal País, Santa Teresa, San Martín y Manzanillo son las playas más importantes del distrito y de ellas Montezuma, Mal País y El Carmen han alcanzado más desarrollo.
En Tambor, Montezuma Mal País y Santa Teresa se han construido varios complejos hoteleros, algunos de ellos para turismo de clase alta y mediana alta.
Montezuma y Santa Teresa son lugares con características especiales, por la variedad de sitios de interés turístico, playas poco desarrolladas, cascadas, zonas de reserva y por su variedad de establecimientos comerciales, de sus habitantes provenientes de diferentes países, con una vida nocturna intensa todas las noches de la época “alta”, etc.
En el pequeño cuadrante de Montezuma y Santa Teresa se ha desarrollado el comercio en forma acelerada y encontramos lujosos hoteles, hoteles sencillos, cabinas, restaurantes sencillos y de corte internacional, así como otros tipos de comercio y pequeños centros comerciales con tiendas de artesanía, librería, alimentos naturalistas, etc.
La ciudad de Cóbano cuenta con un desarrollo comercial importante, con supermercados, restaurantes, ferreterías, gasolineras, oficinas de profesionales, Agencia del Banco Nacional de Costa Rica, Clínica de la Caja Costarricense del Seguro Social, hospedajes, pensiones y hoteles, librerías y otras. El núcleo urbano en Cóbano posee la mayor parte de los servicios públicos: cañería de agua potable, electricidad, teléfono, internet, alumbrado público así como servicios de orden municipal de recolección de basura.
En cuanto a educación, en el distrito hay varias escuelas públicas y privadas de enseñanza primaria y secundaria así como un Colegio Técnico de segunda enseñanza.

### Turismo
El turismo es un sector en crecimiento en la economía de Cóbano. Habiendo crecido desde menos de un centenar de visitantes anuales en 1975 a alrededor de 25 000 a mediados de la década de 1990 a 150 000 en los últimos años, gran parte de la economía es cada vez más dependiente del turismo. Un aumento en los hoteles, taxis, guías y otros servicios turísticos engranados han aparecido desde principios de 1990.

## Conservación
La zona protegida más importante de este distrito es la Reserva Natural Absoluta de Cabo Blanco que abarca la punta de la Península y comprende un área de 11,72 km (kilómetros).
Cabo Blanco es un refugio de mucha importancia para la protección de aves marinas y una de las áreas de mayor belleza escénica de la costa del Pacífico Seco. La precipitación es de 2300 mm (milímetros) anuales, y existen aquí unas 120 especies de árboles dentro de las que sobresale el pochote (Bombacopsis quinatum). La fauna también es muy variada, aunque no muy abundante. Además de las chizas (Sciurus variegatoides), se observan el tigrillo o caucel (Felis wiedii), el puerco espín (Coendou mexicanus), el armadillo o cusuco (Dasypus novemcinctus), el mono congo (Alouatta palliata) y el carablanca (Cebus capucinus), el venado cola blanca (Odocoileus virginianus), el tepezcuincle (Agouti paca), y la guatusa (Dasyprocta punctata). Las aves marinas son muy numerosas, particularmente los pelícanos (Pelecanus occidentalis), las tijeretas de mar (Fregata magnificens), las gaviotas reidoras (Larus atricilla) y los piqueros morenos (Sula leucogaster); la colonia de esta última especie, con 500 parejas, es la más grande del país.
La isla Cabo Blanco es parte de esta reserva y se localiza a 1,6 km de la costa. Es un peñón rocoso de paredes verticales, desprovisto de vegetación y con mucho guano, constituyendo un refugio inexpugnable para las aves marinas.
Otras zonas protegidas del distrito se encuentran cerca de Montezuma: la Reserva Natural Absoluta Nicolás Wessberg que fue donada por don Nicolás Wessberg y doña Karen Mogensen quienes a su vez fueron impulsores de la Reserva Natural Absoluta Cabo Blanco y el Refugio Mixto de Vida Silvestre Romelia

## Deportes
El distrito de Cóbano está representado por la ADR. Cóbano, el equipo participa en la Primera División de LINAFA (que es la tercera división del balompié costarricense) desde la temporada 2002-2003.
Debido a sus costas aptas para la práctica del surf, destacan importantes competidores en esta rama.

## Transporte

### Carreteras
Al distrito lo atraviesan las siguientes rutas nacionales de carretera:
- Ruta nacional 160
- Ruta nacional 624

## Conformación del concejo municipal de distrito
El Concejo Municipal de Distrito de Cóbano está conformado por:
- Administración
  - Intendente: Favio José López Chacón (PUSC)
  - Viceintendenta: Ana Silvia Lobo Prada (PUSC)

- Concejo municipal de distrito
  - Síndico propietario: Eric Francis Salazar Rodríguez (PUSC)
  - Síndica suplente: Magally Rodríguez Rojas (PUSC)

- Concejales municipales de distrito
  - Propietarios
    - Eduardo Sánchez Segura (PUSC)
    - William Morales Castro (PIN)
    - Minor Centeno Sandí (PNR)
    - Manuel Alfredo Ovares Elizondo (PLN)

  - Suplentes
    - Carlos Mauricio Duarte Duarte (PUSC)
    - Cristel Gabriela Salazar Cortés (PIN)
    - Kemily Rebeca Segura Briceño (PNR)
    - Lucibeth Solís Pérez (PLN)